# (16058) Doshi
(16058) Doshi es un asteroide perteneciente al cinturón de asteroides, descubierto el 6 de mayo de 1999 por el equipo del Lincoln Near-Earth Asteroid Research desde el Laboratorio Lincoln, Socorro, Nuevo México.

## Designación y nombre
Designado provisionalmente como 1999 JP75. Fue nombrado por Rajat Kaushik Doshi (n. 2001)  quien obtuvo el segundo lugar en la Feria Internacional de Ciencias e Ingeniería de Intel de 2019 por su proyecto de química. Estudió en la Escuela Secundaria Henry B. Plant de Tampa, Florida, EE. UU.

## Características orbitales
Doshi está situado a una distancia media del Sol de 2,257 ua, pudiendo alejarse hasta 2,601 ua y acercarse hasta 1,913 ua. Su excentricidad es 0,152 y la inclinación orbital 7,070 grados. Emplea 1238,72 días en completar una órbita alrededor del Sol.

## Características físicas
La magnitud absoluta de Doshi es 13,82. Tiene 5,424 km de diámetro y su albedo se estima en 0,287.